# Lista över insjöar i Sverige med namn som slutar med -tärnan

Spridning av sjöar med namn som slutar med -tärnan i Sverige

tärnan ingår i namnet på följande insjöar i Sverige som har Wikipedia-artikel:
- Abborrtärnan, sjö i Gävle kommun och Gästrikland 60°37′03″N 17°11′47″Ö / 60.61743°N 17.19641°Ö
- Bäcktärnan, sjö i Gävle kommun och Gästrikland 60°33′56″N 16°55′01″Ö / 60.56565°N 16.91683°Ö
- Dragåstärnan, sjö i Sandvikens kommun och Gästrikland 60°28′52″N 16°50′32″Ö / 60.48098°N 16.84209°Ö
- Fäbodtärnan, sjö i Gävle kommun och Gästrikland 60°41′19″N 16°53′08″Ö / 60.68869°N 16.88555°Ö
- Idtärnan, sjö i Gävle kommun och Gästrikland 60°52′25″N 17°13′00″Ö / 60.87366°N 17.21656°Ö
- Marstrandstärnan, sjö i Gävle kommun och Gästrikland 60°42′38″N 16°54′13″Ö / 60.71063°N 16.90351°Ö
- Mörttärnan, sjö i Gävle kommun och Gästrikland 60°43′45″N 16°54′43″Ö / 60.72923°N 16.91184°Ö
- Nälltärnan, sjö i Gävle kommun och Gästrikland 60°46′49″N 17°10′20″Ö / 60.78032°N 17.17225°Ö
- Per-Jonstärnan, sjö i Gävle kommun och Gästrikland 60°44′08″N 16°56′08″Ö / 60.73549°N 16.93552°Ö
- Råtärnan, sjö i Gävle kommun och Gästrikland 60°47′39″N 17°10′31″Ö / 60.79403°N 17.17541°Ö
- Stavtärnan, sjö i Gävle kommun och Gästrikland 60°29′37″N 16°55′03″Ö / 60.49366°N 16.91746°Ö
- Stortärnan, sjö i Gävle kommun och Gästrikland 60°41′58″N 16°53′16″Ö / 60.69945°N 16.88775°Ö
- Stortärnan (Årsunda socken, Gästrikland), sjö i Gävle kommun och Gästrikland 60°27′33″N 16°46′28″Ö / 60.45923°N 16.77451°Ö
- Svarttärnan, sjö i Sandvikens kommun och Gästrikland 60°33′09″N 16°53′55″Ö / 60.55261°N 16.89870°Ö
- Tickseltärnan, sjö i Gävle kommun och Gästrikland 60°42′54″N 16°58′09″Ö / 60.71492°N 16.96905°Ö
- Trolltärnan, sjö i Gävle kommun och Gästrikland 60°32′12″N 16°55′55″Ö / 60.53662°N 16.93205°Ö
- Västra Svarttärnan, sjö i Gävle kommun och Gästrikland 60°48′12″N 17°07′26″Ö / 60.80334°N 17.12400°Ö
- Ångstärnan, sjö i Gävle kommun och Gästrikland 60°43′22″N 16°59′37″Ö / 60.72287°N 16.99353°Ö
- Östra Svarttärnan, sjö i Gävle kommun och Gästrikland 60°47′26″N 17°10′06″Ö / 60.79060°N 17.16847°Ö